# 186 TCN
Năm 186 TCN là một năm trong lịch Julius. 